# Chiesa di Sant'Antonio di Salvenero
La chiesa di Sant'Antonio di Salvenero è una chiesa campestre situata in territorio di Ploaghe, centro abitato della Sardegna nord-occidentale. 
L'edificio si trova a poca distanza dalla chiesa vallombrosana di San Michele e dai ruderi della chiesa di Sant'Antimu di Salvenero. 
La chiesa, edificata in stile romanico, manca di attestazione documentaria ma gli elementi architettonici presenti permettono di ascriverla al primo quarto del XIII secolo.

## Galleria d'immagini

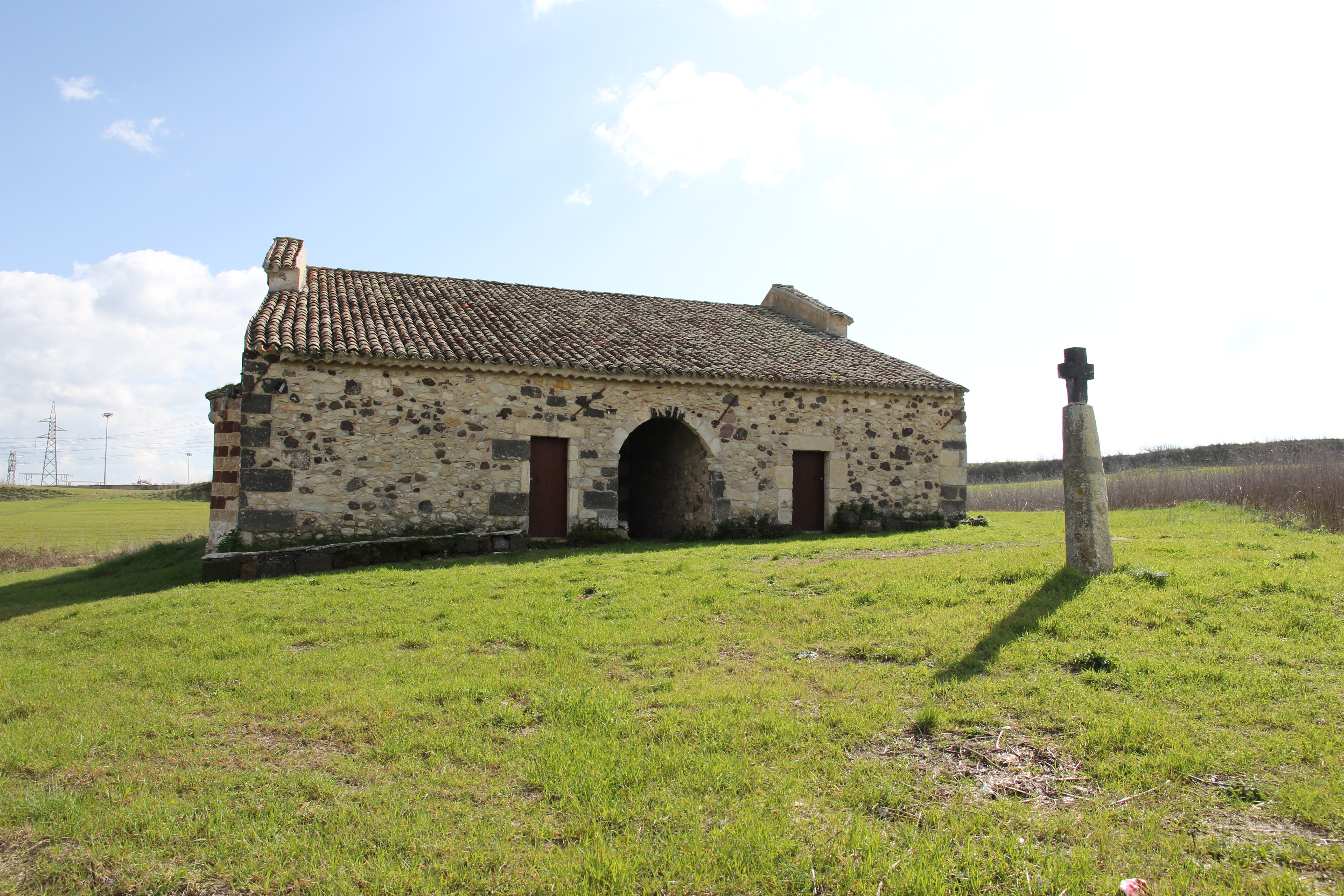
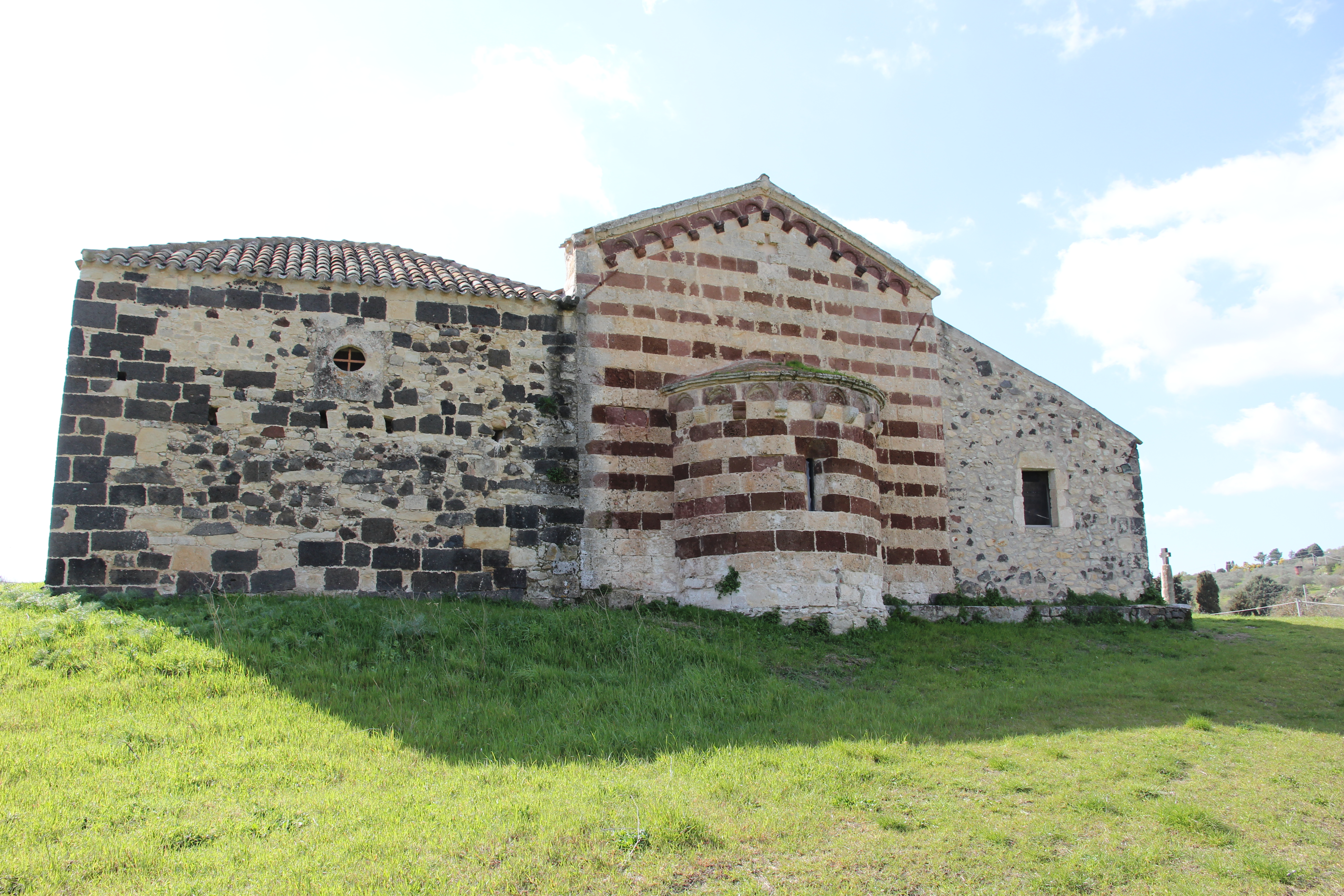
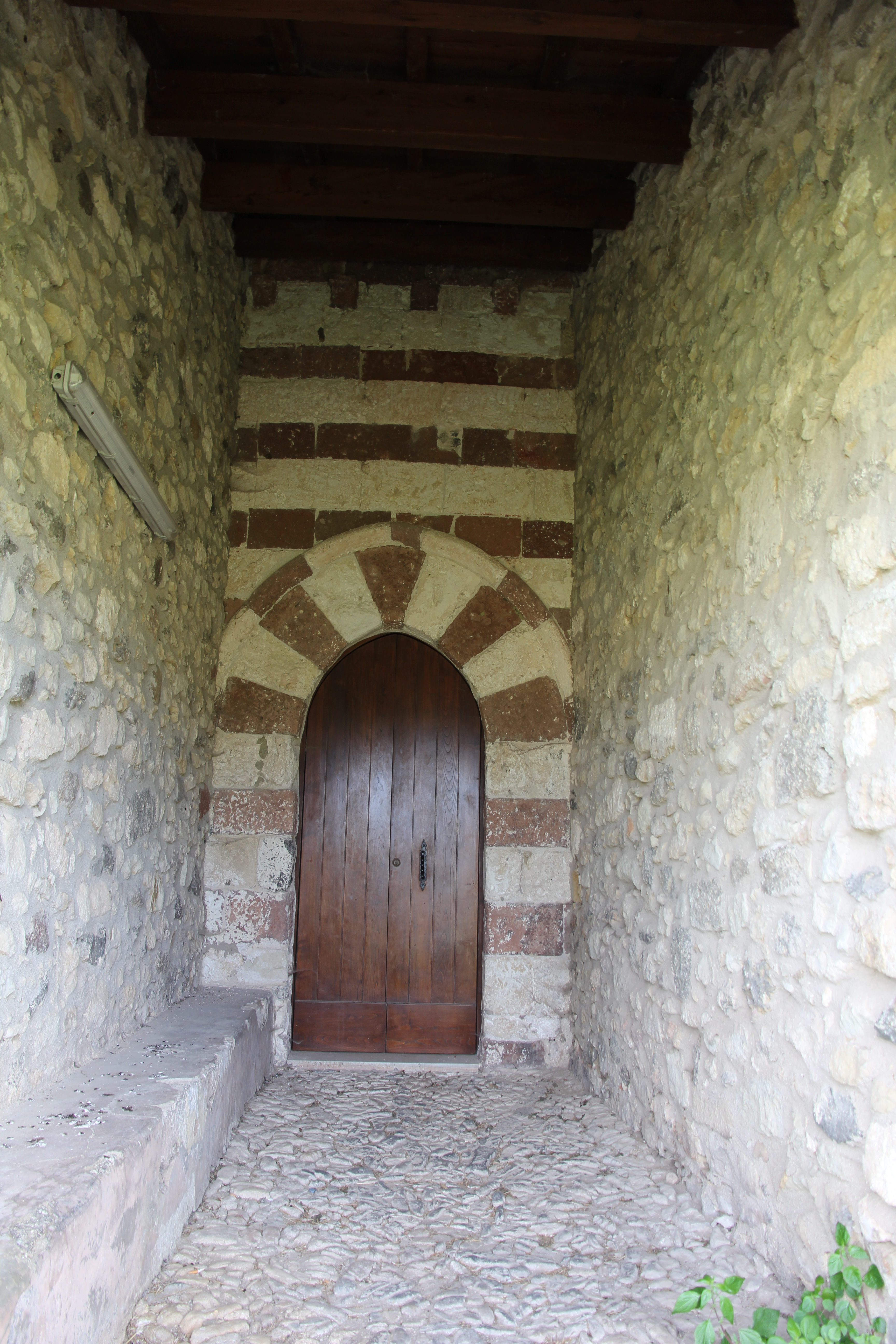
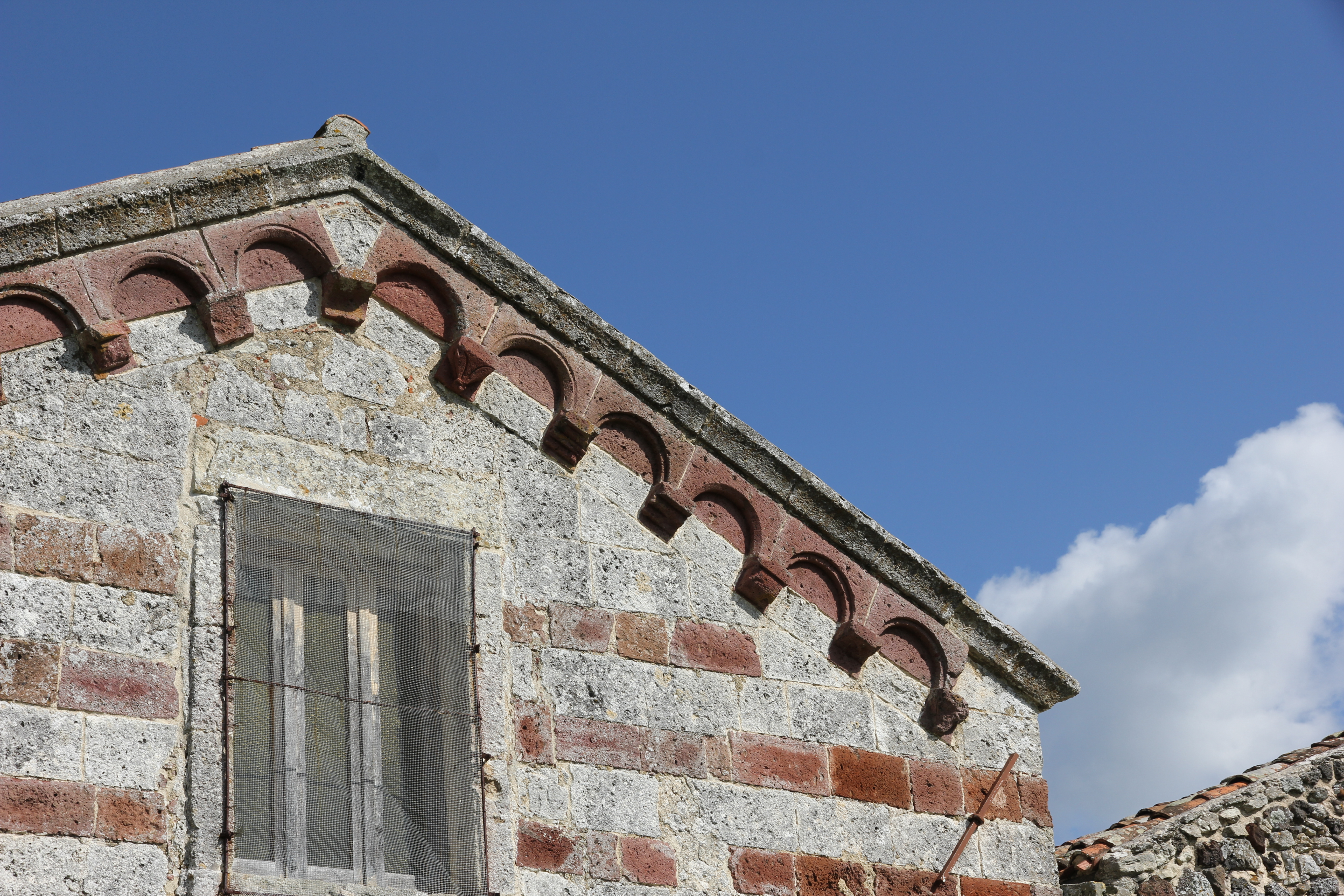